# Monte Calvi (Bologna)
Il monte Calvi è un rilievo facente parte dell'alto Appennino bolognese e situato all'interno del comune di Camugnano. Questa montagna, molto vicina al confine con la provincia di Prato, è compresa all'interno del parco regionale dei laghi Suviana e Brasimone; costituisce, infatti, uno spartiacque tra le valli del torrente Limentra (quindi del fiume Reno) e del torrente Brasimone (quindi del fiume Setta). 
Il suo complesso comprende i seguenti rilievi (da sud a nord):
- Monte Calvi (1.283 m);
- Monte di Stagno (1.213 m);
- L'Alpe (1.188 m).

Essi intercettano molte precipitazioni (fino 2 000 millimetri di pioggia annui), dando vita a numerose sorgenti perenni; tra di esse la principale è quella del torrente Brasimone, tributario del fiume Setta e immissario del bacino omonimo, nonché di almeno cinque ruscelli suoi affluenti.